# Gunnar Bergsten
Gunnar Bergsten, född 26 mars 1945 i Lidköping, död 6 februari 2011 i Stockholm, var en svensk barytonsaxofonist.
På 1970-talet bildade han Fläsket brinner tillsammans med några andra musiker. 1971 var han även med och startade bandet Sevda, som blandade turkisk folkmusik med jazz.
Bergsten spelade med bland andra Lars Sjöstens Kvartett, Bernt Rosengren, Nannie Porres och Patrik Bomans Seven Piece Machine.

## Priser och utmärkelser
- 1995 – Grammis, "Årets jazz" för The Good Life[1]
- 1995 – Jazzkatten, ”Musiker som förtjänar större uppmärksamhet/Grand Cru”
- 1999 – Lars Gullin-priset
- 2004 – Christer Boustedt-stipendiet

Dessutom flera grammisar i samarbeten med andra musiker.

## Diskografi (i eget namn)
- 1995 – The Good Life
- 1998 – Somewhere
- 2000 – Gunnar Bergsten & Peter Nordahl play Lars Gullin
- 2003 – A Good Day for Saxes – a Tribute to Getz & Mulligan (med Lillen Andersson Quartet)